# Territorio di Krasnojarsk
Il territorio di Krasnojarsk (in russo Красноярский край?, Krasnojárskij kraj; in sacha Красноярскай кыраай, Krasnojarskaj kıraaj) è una divisione amministrativa di 1 livello (territorio o kraj) della Federazione Russa, situata nella Siberia centrale.

## Geografia
La superficie della regione è 2,3 milioni di km² (13,7% del territorio della Russia), superiore a quella dell'Arabia Saudita, cioè a oltre 7,5 volte quella dell'Italia; è esteso sulla maggior parte del territorio del bacino dello Enisej, dal Mar Glaciale Artico alle montagne che delimitano il confine meridionale della Siberia. Circa il 20% del territorio si trova all'interno del circolo polare artico, compresa la città di Noril'sk.
Nel 2007, in seguito a un referendum, il circondario del Tajmyr e il circondario degli Evenchi, un tempo autonomi, sono stati aboliti e uniti al territorio di Krasnojarsk.

### Posizione
Per motivi climatici, la popolazione si addensa nel sud, in prossimità della Transiberiana e nella parte a sud di essa. Il capoluogo è la città di Krasnojarsk, uno dei principali centri urbani siberiani; tra le altre città, vanno ricordate Lesosibirsk, Ačinsk, Kansk, Noril'sk.
Il territorio confina con:
- circondario autonomo Jamalo-Nenec (nord ovest)
- circondario autonomo dei Chanty-Mansi-Jugra (ovest)
- oblast' di Tomsk (sud ovest)
- oblast' di Kemerovo (sud)
- Chakassia (sud)
- Repubblica di Tuva (sud est)
- oblast' di Irkutsk (sud est)
- Jacuzia (est; nord est)

## Suddivisioni amministrative

### Rajon
Il territorio di Krasnojarsk è diviso amministrativamente in 41 rajon (distretti, fra parentesi il capoluogo):
1. Abanskij (Aban)
2. Ačinskij (Ačinsk)
3. Balachtinskij (Balachta)
4. Berëzovskij (Berëzovka)
5. Biriljusskij (Novobiriljussy)
6. Bogotol'skij (Bogotol)
7. Bogučanskij (Bogučany)
8. Bol'šemurtinskij (Bol'šaja Murta)
9. Bol'šeulujskij (Bol'šoj Uluj)
10. Dzeržinskij (Dzeržinskoe)
11. Emel'janovskij (Emel'janovo)
12. Enisejskij (Enisejsk)
13. Ermakovskij (Ermakovskoe)
14. Idrinskij (Idrinskoe)
15. Ilanskij (Ilanskij)
16. Irbejskij (Irbejskoe)
17. Kazačinskij (Kazačinskoe)
18. Kanskij (Kansk)
19. Karatuzskij (Karatuzskoe)
20. Kežemskij (Kodinsk)
21. Kozul'skij (Kozul'ka)
22. Krasnoturanskij (Krasnoturansk)
23. Kuraginskij (Kuragino)
24. Manskij (Šalinskoe)
25. Minusinskij (Minusinsk)
26. Motyginskij (Motygino)
27. Nazarovskij (Nazarovo)
28. Nižneingašskij (Nižnij Ingaš)
29. Novoselovskij (Novosëlovo)
30. Partizanskij (Partizanskoe)
31. Rybinskij (Zaozërnyj)
32. Sajanskij (Aginskoe)
33. Suchobuzimskij (Suchobuzimskoe)
34. Severo-Enisejskij (Severo-Enisejskij)
35. Tajmyrskij (Dudinka)
36. Taseevskij (Taseevo)
37. Turuchanskij (Turuchansk)
38. Užurskij (Užur)
39. Ujarskij (Ujar)
40. Šušenskij (Šušenskoe)
41. Ėvenkijskij (Tura)

E 3 distretti comunali (municipal'nye okrug o okrug kraj, fra parentesi il capoluogo):
1. Pirovskij (Pirovskoe)
2. Tjuchtetskij (Tjuchtet)
3. Šarypovskij (Šarypovo)

### Città
I centri abitati del Territorio di Krasnojarsk che hanno lo status di città (gorod) sono 23 (in grassetto le città sotto la diretta giurisdizione regionale e non dipendenti da alcun rajon):
- Ačinsk
- Artëmovsk
- Bogotol
- Borodino
- Divnogorsk
- Dudinka
- Enisejsk
- Ilanskij

- Igarka
- Kansk
- Kodinsk
- Krasnojarsk
- Lesosibirsk
- Minusinsk
- Nazarovo
- Noril'sk

- Šarypovo
- Sosnovoborsk
- Ujar
- Užur
- Zaozërnyj
- Zelenogorsk[2]
- Železnogorsk[2]

#### Insediamenti di tipo urbano
I centri urbani del Territorio di Krasnojarsk che hanno status di insediamento di tipo urbano (посёлков городского типа) sono 19.
- Balachta
- Berëzovka
- Bol'šaja Irba
- Bol'šaja Murta
- Dikson
- Emel'janovo
- Irša

- Kedrovyj[2]
- Košurinkovo
- Krasnokamensk
- Kozul'ka
- Kuragino
- Motygino
- Nižnij Ingaš

- Nižnjaja Pojma
- Podtësovo
- Razdolinsk
- Sajanskij
- Šušenskoe